# Sollé
Solle  là một tổng của tỉnh Loroum ở tây bắc Burkina Faso. Thủ phủ của tổng này là thị xã Sollé..

## Thị xã và xã, làng
Bargo, Béguentigué, Dambatao, Déré, Doungouma, Kougri–Koulga, Madougou, Pétanangué, Nassingré, Samboulga, Sollé-Foulbé, Tataye, Tibou, Yérgué và Zanré.